# アレクサンドル・クテポフ

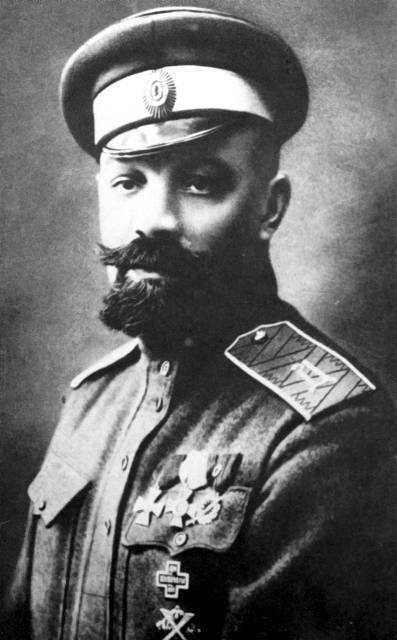
アレクサンドル・クテポフ

アレクサンドル・パヴロヴィッチ・クテポフ（ロシア語: Александр Павлович Кутепов、1882年9月16日 - 1930年5月6日）は、ロシア帝国の軍人、歩兵大将。ロシア内戦時代は、ピョートル・ヴラーンゲリ指揮下のロシア軍 (白軍)で戦い、フランス亡命時代は、ヴラーンゲリの後を継ぎ、白軍組織、ロシア全軍連合の議長となった。

## 経歴

### 軍歴
- 1904年 – ペテルブルク歩兵ユンカー学校を卒業
- 1904年～1905年 – 第85ヴィボルグ歩兵連隊で日露戦争に出征
- 1907年 – 近衛プレオブラジェンスキー連隊
- 1914年8月～1917年 – 第一次世界大戦に従軍し、近衛プレオブラジェンスキー連隊の中隊長、大隊長を歴任
- 1917年 - 近衛プレオブラジェンスキー連隊長

第一次世界大戦中、3度負傷した。1917年末、ボリシェヴィキ側に付いたヴォルィン及びリトアニア連隊の武装解除を試みた。

### ロシア内戦

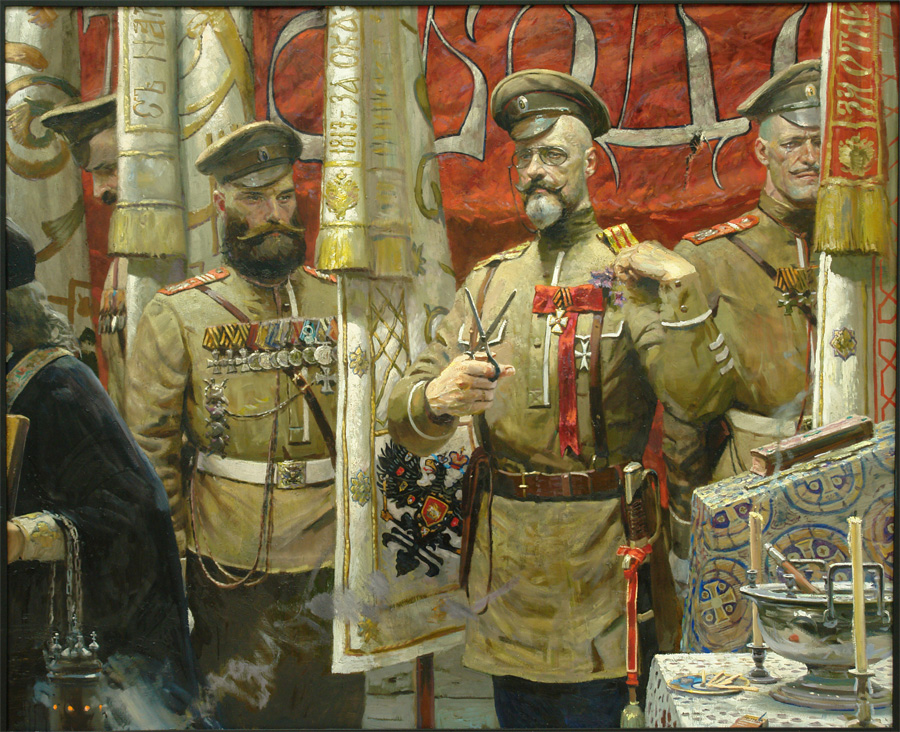
近衛プレオブラジェンスキー連隊の最後の指揮官であり、2月革命中に冬宮殿を守ったが、ロマノフ朝の終結を聞いて肩章を外すアレクサンドル・クテポフ大佐

1917年12月、白軍運動に身を投じ、コルニーロフ連隊の中隊長、大隊長、タガンログ守備隊長を歴任し、第一次クバン氷上遠征に参加した。1918年3月から第1将校連隊長補佐官、同年7月、第1歩兵師団第1旅団長。8月、ノヴォロシースク奪取後に黒海総督に任命される。1919年1月、第1軍団長、1920年4月、ピョートル・ヴラーンゲリ将軍のロシア軍 (白軍)の第1軍団長。9月、第1軍司令官。11月、クリミアからトルコ、ガリポリに脱出。1921年からブルガリア、1923年からセルビア、1924年からフランスに移住。

### ロシア全軍同盟議長
1928年、ヴラーンゲリ将軍の死後、ロシア全軍連合の議長を務める。1930年4月26日、パリで内務人民委員部（NKVD）のエージェント（一説によれば、エージェントの1人はアレクセイ・イグナチェフ伯爵）により誘拐。5月3日にソ連の汽船「ネフチェシンジカート」によりレニングラードまで運ばれ、大量の麻酔薬を投与され意識不明のままモスクワで死亡した。